# 客家
客家（はっか、ハッガー）は、客家語を共有する漢民族の一派のこと。

## 概要

### 中国での歴史

原則漢民族であり、そのルーツを辿ると、古代中国（周から春秋戦国時代）の中原や中国東北部の王族の末裔であることが多い。
歴史上、異民族の過酷な支配と戦乱から逃れるため中原から南へと移動、定住を繰り返していった。移住先では先住者から見て“よそ者”であるため、客家と呼ばれ、先住者との軋轢も多かった。この争いを土客械闘という。
中国内の移動・定着の歴史は、およそ6段階に分類され、最初が秦の時代辺りから江西地帯への入植、第2段階が後漢の黄巾の乱から西晋の永嘉の乱にかけて黄河流域の中原や華北の北方住人が長江以南に避難。第3段階が唐末の黄巣の乱に江西、福建、広東の奥地に南下。第4段階として南宋末期の元軍の侵攻により広東に拡がり、第5段階では、清の時代の領土拡大に伴い、西は四川省、東は台湾に展開、そして最後の段階として、海南島まで南下した。ほとんどの家に古代からの族譜があり、祖先信仰が強く、風習も頑なに守ってきたため、周囲から隔絶されて発達した客家語には古代の文語がうずもれるように残っている部分があるといわれている。

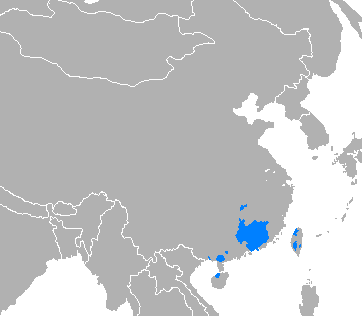
分布

香港は、香港島、九龍半島、新界の3つに分かれ、そのうち中国大陸に近い新界を中心に居住している。
主な居住地域は、中国広東省・福建省・江西省など山間部であり、梅州、恵州、汀州、贛州は客家四州と呼ばれる。在外華僑・華人としてタイ、マレーシア、シンガポールなどの東南アジア諸国に暮らす者も多く、華人の3分の1は客家人である。

### 台湾での歴史
世界で唯一の客家語専門テレビ局客家電視台があり、ケーブルテレビ網を通してニュースや文化的な番組を始め、ドラマや娯楽番組などの放送を行っている。
北中部の桃園市、新竹県、苗栗県と南部の高雄市美濃区などを中心に居住し、ホーロー人（福佬人と言う場合は、特に福建省に出自を持つことを強調しており、閩北の者に疎外感を与えないように配慮して言葉を用いている。）に次ぐ大きなエスニック・グループを構成している。そのため、公共の交通機関などでは国語（北京語）、台湾語（福佬語）に次いで客家語の放送が行われることが普通である。ただし、彰化県などでは言語と文化がほとんどホーロー人に同化した客家のグループ「福佬客」も存在する。

## 特徴
宗族の理念が強いため、単姓村を形成することが多い。また、先祖の本籍地または事績を示す堂号が使われる。例えば黄姓の「江夏堂」「千頃堂」「熾昌堂」、王姓の「太原堂」「三槐堂」、曽姓の「魯国堂」「三省堂」、謝姓の「陳留堂」「東山堂」「宝樹堂」、楊姓の「弘農堂」「関西堂」「紹徳堂」などがある。
台湾では「三山国王」を信仰する客家が多い。また、ホーロー人と違い、玉皇上帝を象徴する香炉「天公炉」を室内ではなく室外に置く。
漢民族の中でも特に異例として、纏足という女性を束縛する文化は無かった。アジア人にしては長身の人々が目立つことや、貧しい民族であったのに、成功者には貴族的雰囲気を醸し出す人物が多い。
客家の人々は、周辺に住む他の集団とは異なり、山間部に好んで居住することが多く、独特の言語・文化を持っている。言語は古代の漢族語を今に伝えているといわれる。そのために歴史的に他の集団と軋轢を起こすことも多い。しかし、少数派であるがゆえに劣勢であるため、中央政権や王朝と良好な関係を保とうとする傾向がある。このような背景から、客家には漢人としての意識が比較的強いともいわれる。
移民の通例として土地の所有が困難であったために流通や商業に従事することが多く、子弟の教育にも熱心なことで知られる。商業の他には教育レベルの高さから教職に就くことが多い。これらの特色から「中国のユダヤ人」などと呼ばれることもある。客家を含む華僑はユダヤ人・アルメニア人・印僑と共に「四大移民集団」の一つといわれる。
客家の多い地域に中国共産党が非常に強い影響力を持ったため、客家には共産党勢に加わった者が多かった。
また伝統的な中国人の階級意識において卑しめられることの多かった軍人となった者や、反乱や革命に参加する者も近代以前から多い。
そのため、太平天国の指導者である洪秀全や、中国国民党の孫文、中国共産党の鄧小平やシンガポールのリー・クアンユー（李光耀）などを輩出した。台湾総統の李登輝、蔡英文や映画監督の侯孝賢も出自は台湾に移住した客家であり、タイの首相を務めたタクシン・シナワット／インラック・シナワット兄妹も出自はタイに移住した客家である。インドネシア大統領を務めたアブドゥルラフマン・ワヒドも、客家の家系である。

## 文化

### 客家圍楼

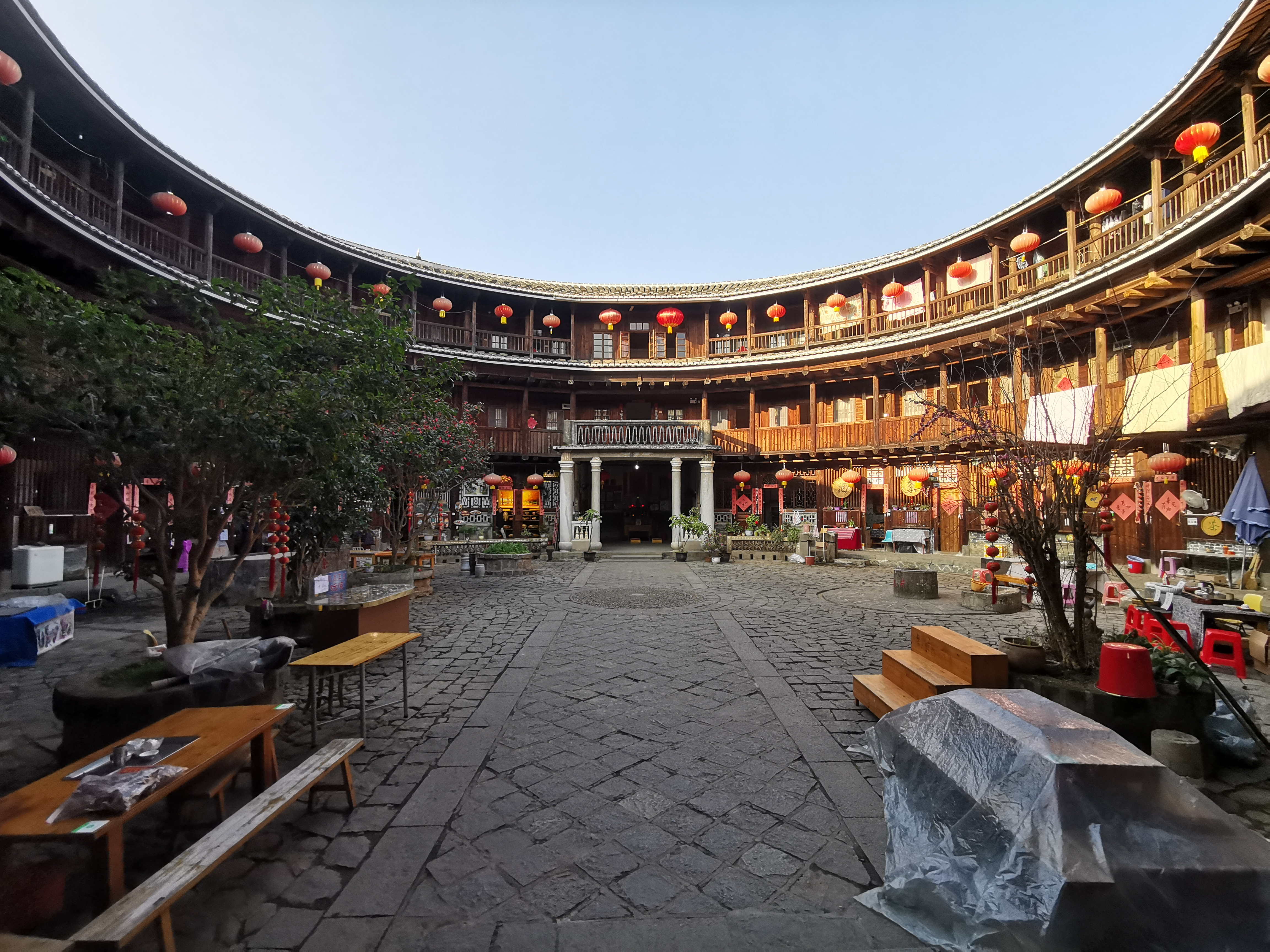
福建土楼

よく知られている土楼（円形のものは円楼、正方形など四角形のものは方楼）と呼ばれる独特の集合住宅は、客家人全体の習俗ではなく、福建省の一部山間部の客家人だけに見られるもので、外部からの襲撃を防ぐために作られており、一族がまとまって居住している。また、広東省や香港では「圍」と呼ばれる、城壁のような壁の中に村を築く方法も取られていた。このことから客家の間には、他の漢民族と比べ規律を重視する気風が生まれた。
アメリカ合衆国は、中国の衛星写真を解析した際、円楼の外見の形状をミサイルサイロと誤認し、中国大陸に大規模な核基地が建設されているのではないかとの疑念を1985年まで抱いていた。
2008年7月、「福建土楼」としてユネスコの世界遺産に登録された。

### 客家青獅
福建省の竜岩市の連城県には、客家に受け継がれてきた「客家青獅」と呼ばれる獅子舞がある、370年以上の伝統を持つ、民俗文化で青獅は家屋の邪気をはらう瑞獣とされており、2016年に同市の第6次無形文化遺産に登録されている。

## 研究

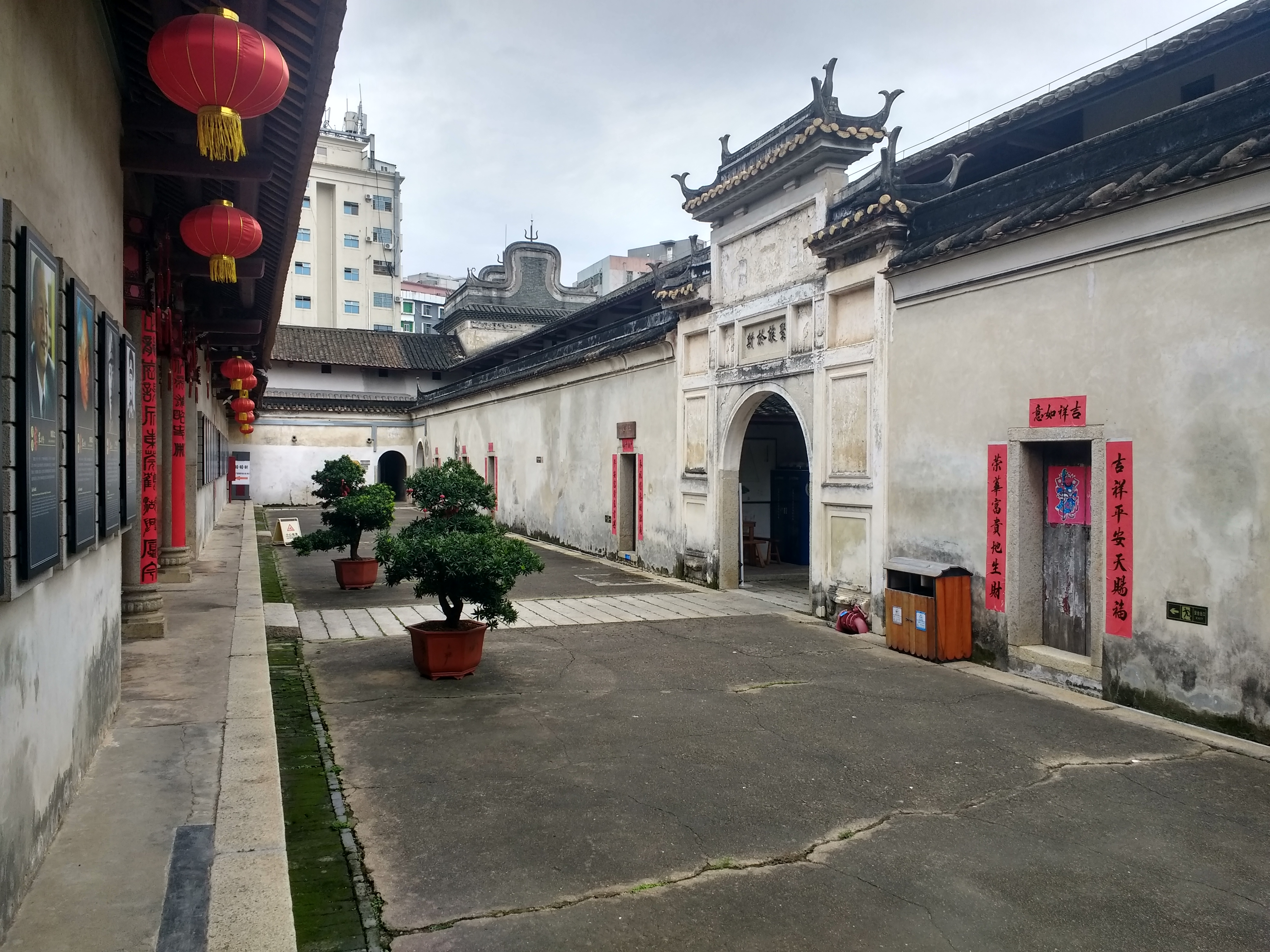
深圳客家圍楼-鶴湖新居

客家という民族的概念が定着したのは中国で近代に入ってからである。羅香林は1930年代に客家学を創始し、「本当の漢族」などが強調された現在の客家のイメージを創り上げた。台湾においては、戦後の国民党政権において台湾を中国の一部とみなす中国ナショナリズムが植えつけられた時期にそのような概念が流通したとする指摘もある。
劉鎮発は、本当の漢族は異民族の支配でもう絶滅されていて、客家は北方からの移民ではなく、広州人との械闘の中で起源の正当性を主張したことが誤まって定説とされたと主張した。